# Annika Becker
Annika Becker, verheiratete Annika Lang, (* 12. November 1981 in Rotenburg a.d. Fulda) ist eine ehemalige deutsche Leichtathletin, die im Stabhochsprung und im Weitsprung aktiv war. Ihre äußerst erfolgreiche Karriere im Stabhochsprung beendete sie im Jahr 2004 nach einem schweren Trainingsunfall.

## Karriere
Annika Becker wuchs in dem Bebraer Stadtteil Weiterode auf und trainierte bis zum Abitur im Sportinternat Bad Sooden-Allendorf, da der deutsche Bundestrainer Stabhochsprung, Thomas Weise, dort im Internat als Trainer tätig ist.
1997 gewann sie bei den Junioreneuropameisterschaften in Ljubljana. Bei den Junioreneuropameisterschaften 1999 in Riga gewann sie die Silbermedaille. Becker trainierte beim Erfurter LAC und hielt mit 4,77 m vom 7. Juli 2002 bis zum 12. Juli 2011 den deutschen Rekord im Stabhochsprung. 2001 und 2002 war sie Deutsche Meisterin.
Bei den Weltmeisterschaften 2003 gewann sie die Silbermedaille im Stabhochsprung hinter der Russin Swetlana Feofanowa (Gold) und vor der Russin Jelena Issinbajewa (Bronze).
Bei einem schweren Trainingsunfall 2004 brach der Stab beim Absprung. Sie landete so unglücklich auf der Matte, dass der Nacken abknickte und sie kurz vor einer Lähmung stand. Darum beschloss sie im selben Jahr, ihre Laufbahn als Stabhochspringerin zu beenden. Sie wechselte daraufhin die Disziplin und erreichte im Weitsprung bei den Deutschen Meisterschaften 2005 in der Halle den dritten und im Freien den sechsten Platz.